# Lepanthopsis
Lepanthopsis es un género de orquídeas epífitas.  Es originario de América desde México a Brasil.

## Descripción
El género está formado por unas cuarenta especies pequeñas generalmente epífitas, de crecimiento cespitoso, son raras y algunas muy similares entre sí y difíciles de identificar.
La gran mayoría de las especies pueden ser reconocidas por sus alargados y delicados tallos cubiertos de vainas largas lepantiforme, es decir, que al final se amplía en forma de corneta. Sus hojas son pequeñas y delicadas,  de elípticas a estrechas, atenuadas en la base. La inflorescencia es apical, en forma de racimo y multiflora, aunque a menudo solitarias.
Las especies brasileñas tienen inflorescencias con muchas flores pequeñas en paralelo, muy juntas, dispuestos en dos líneas más o menos hacia el mismo lado. Los pétalos son casi orbiculares, u ovales, ligeramente acuminados, mucho más pequeños que los sépalos, estos son lanceolados y acuminados. El labio es carnoso, generalmente entero, amplio. La columna suele ser corta con antera apical y dos polinias. Las flores son muy pequeñas, a menudo con flores de menos de 1 centímetro de ancho.

## Distribución y hábitat
La especie se encuentra desde Florida a México y las Indias Occidentales al sur hasta Perú y Brasil. Habitan en los bosques en lugares de calor húmedo y oscuridad, la mayoría son endémicos del Caribe, con unas pocas especies repartidas por América Latina, sólo tres se encuentran en Brasil.

## Evolución, filogenia y taxonomía
El género Lepanthopsis fue propuesto por Ames en Botanical Museum Leaflets I 9: 3, 7, en 1933, cuando fue elevado a la categoría de género esta sección de Pleurothallis propuesto originalmente por Célestin Alfred Cogniaux.
Especie tipo: Lepanthopsis floripecten (Rchb.f.) Ames, (1933).

### Etimología
Su nombre deriva de la similitud que tiene con el género Lepanthes. 

### Taxonomía
En 2005, Luer propuso el género Expedicula, en el que incluyó dos especies previamente clasificados como Lepanthopsis: Expedicula apoda (Garay & Dunst.) Luer y Expedicula dewildei (Luer & R.Escobar) Luer.

### EspeciesdeLepanthopsis
| - Lepanthopsis abbreviata Luer & Hirtz 1991 - Lepanthopsis acetabulum Luer 1984 - Lepanthopsis acuminata Ames 1938 - Lepanthopsis anthoctenium (Rchb.f.) Ames 1933 - Lepanthopsis apoda (Garay & Dunst.) Luer 1982 - Lepanthopsis aristata Dod 1986 - Lepanthopsis astrophora (Rchb.f. ex Kraenzl.) Garay 1962 - Lepanthopsis atrosetifera Dod 1986 - Lepanthopsis barahonensis (Cogn.) Garay 1969 - Lepanthopsis calva Dod ex Luer 2002 - Lepanthopsis comet-halleyi Luer 1991 - Lepanthopsis constanzensis (Cogn.) Garay 1953 - Lepanthopsis cucullata Dod 1986 - Lepanthopsis culiculosa Luer 1984 - Lepanthopsis densiflora (Barb.Rodr.) Ames 1933 - Lepanthopsis dewildei Luer & R.Escobar 1994 - Lepanthopsis dodii Garay 1969 - Lepanthopsis farrago (Luer & Hirtz) Luer 1991 - Lepanthopsis floripecten (Rchb.f.) Ames 1933 - Lepanthopsis glandulifera Dod 1977 - Lepanthopsis hirtzii Luer 1991 | - Lepanthopsis hotteana (Mansf.) Garay 1953 - Lepanthopsis lingulata Dod 1986 - Lepanthopsis melanantha (Rchb.f.) Ames 1933 - Lepanthopsis micheliae Dod 1984 - Lepanthopsis microlepanthes (Griseb.) Ames 1933 - Lepanthopsis moniliformis Dod 1977 - Lepanthopsis obliquipetala (Ames & C.Schweinf.) Luer 1991 - Lepanthopsis ornipteridion Dod 1986 - Lepanthopsis peniculus (Schltr.) Garay 1954 - Lepanthopsis pristis Luer & R.Escobar 1986 - Lepanthopsis prolifera Garay 1954 - Lepanthopsis pulchella Garay & Dunst. 1965 - Lepanthopsis purpurata Dod ex Luer 2005 - Lepanthopsis pygmaea C.Schweinf. 1946 - Lepanthopsis rinkei Luer 2002 - Lepanthopsis serrulata (Cogn.) Hespenh. & Garay 1968 - Lepanthopsis stellaris Dod 1978 - Lepanthopsis steyermarkii Foldats 1968 - Lepanthopsis ubangii Luer 1991 - Lepanthopsis vinacea C.Schweinf. 1958 - Lepanthopsis woodsiana Dod ex Luer 2005 |